# Adalberone di Eppenstein
Adalberone di Eppenstein, chiamato anche Alberto il Vecchio o Albertone, (980 circa – Ebersberg, 29 novembre 1039) fu duca di Carinzia e margravio di Verona dal 1011 al 1035, anno in cui fu deposto.
Con la sua nomina, fu il primo membro della dinastia degli Eppestein a detenere il ducato di Carinzia e il margraviato di Verona; tuttavia, fu rovesciato dopo lo scontro con la dinastia salica. Fu solo nel 1077 che Liutpoldo di Eppenstein, nipote di Adalberone, fu di nuovo reggente del ducato.

## Biografia

### Origini
Adalberone discendeva da una serie di conti di Viehbach in Baviera. Suo nonno fu Markwart, il quale compare in un atto di donazione rilasciata da re Corrado I nel 916. Il padre di Adalberone, il margravio Markwart III († 1000), risiedeva nel castello di Eppenstein nella valle del Mur, nell'Alta Stiria. Apparteneva dunque alla stirpe degli Eppenstein. Egli sposò Hadmudis, figlia del conte bavarese Adalberone di Ebersberg, che diede il nome al futuro duca.
Dal suo matrimonio con Beatrice († dopo il 1025), figlia del duca Ermanno II di Svevia, della famiglia dei Corradinidi, Adalberone divenne parente dell'imperatore Corrado II Salico: Beatrice era infatti la sorella dell'Imperatrice Gisella,consorte di Corrado; un'altra sorella, Matilde, fu la moglie del duca Corrado di Carinzia († 1011).

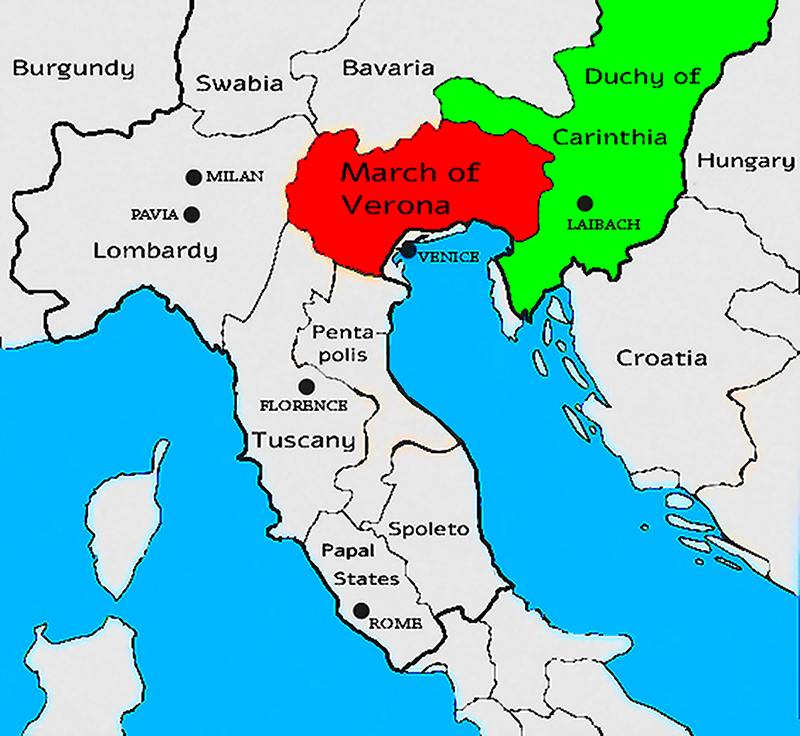
Mappa con i possedimenti di Adalberone.

### Il regno
Attorno al 1000 successe al padre come conte nella valle del Mürz e nella valle dell'Enns, nella quale aveva residenza presso Judenburg, ma soprattutto come margravio, in un momento in cui il ducato di Carinzia, un'area strategica lungo il confine con il regno di Ungheria, era governato dal liudolfingio Enrico di Sassonia, cugino dell'imperatore Ottone III. Una volta divenuto re di Germania, Enrico II nominò nuovo duca di Carinzia il salico Corrado I, al quale Adalberone fu sottoposto.
Dopo la morte del cognato Corrado di Carinzia, approfittando della minore età di Corrado il Giovane, il re Enrico II nel 1011 elevò Adalberone a duca di Carinzia, affidandogli anche la marca di Verona, in funzione anti-salica. Inoltre, gli fu affiancato suo zio Ulrico di Ebersberg in qualità di margravio. Nel 1019 Adalberone lottò per rivendicare l'eredità di suo suocero Ermanno II di Svevia entrando in conflitto con Corrado il Giovane. Sconfitto in un breve scontro armato a Ulma, Adalberone dovette abbandonare ogni rivendicazione sul ducato di Svevia. Intorno al 1025 fondò il primo monastero nel ducato di Carinzia, l'abbazia di Sankt Georgen di cui fu il primo avvocato. Grazie ai suoi buoni rapporti con la dinastia salica, accompagnò nel 1027 il re dei Romani Corrado II nella sua incoronazione a Roma e partecipò all'elevazione del suo giovane figlio Enrico III al rango di co-imperatore; partecipò il 23 settembre dello stesso anno in un sinodo tenuto nel palazzo di Francoforte rivestendo il ruolo di portaspada del nuovo imperatore.

### Destituzione
Qualche tempo dopo, tuttavia, Adalberone scompare dalle fonti fino al momento in cui non viene espropriato del ducato di Carinzia: nel giugno 1035 a Bamberga venne accusato di tradimento dall'imperatore Corrado II e bandito con i suoi figli, venendo privati di tutti i loro titoli e domini. Pertanto, l'imperatore decise di assegnare a Corrado il Giovane il ducato di Carinzia, dal quale venne scorporata la marca di Stiria, che venne affidata ad Arnoldo di Lambach-Wels. Mentre nel 1040 venne scorporata anche la marca di Carniola, che venne assegnata a Poppone I. Il contesto in cui avvenne la destituzione e i motivi di questa non sono ben definibili, ma è probabile che questa scelta dipese dal fatto che Adalberone fosse stato nominato da Enrico II in funzione anti-salica su circoscrizioni appartenenti alla sua stirpe.
Gli Annali di Hildesheim riportano che Adalberone era in cerca di vendetta per motivi non precisati e all'inizio dell'anno 1036 uccise per questo Willehelmum comitem, cioè il conte Guglielmo di Friesach, margravio sul Sann e marito di Emma di Gurk, fedele dell'imperatore. Trovò rifugio nel suo castello di Ebersberg (castellum Eresburgh), situato nei domini della madre.
Adalberone morì nel 1039 senza esser rientrato nelle grazie di Enrico III. Fu sepolto nel monastero di Geisenfeld.

## Matrimonio e figli
Adalberone sposò Beatrice († dopo il 1025), figlia del duca Ermanno II di Svevia, ed ebbero:
- Markwart IV († 1076), margravio d'Istria;
- Adalberone († 1057), vescovo di Bamberga dal 1053;
- Willibirg (?), che sposò Ottocaro I di Stiria.